# Aït Chafâa
Aït Chafâa (în arabă آيت شفعة) este o comună din provincia Tizi Ouzou, Algeria.
Populația comunei este de 3.775 de locuitori (2008).